# BMW European Indoors 1992
BMW European Indoors 1992 — жіночий тенісний турнір, що проходив на закритих кортах з килимовим покриттям Saalsporthalle Allmend у Цюриху (Швейцарія). Належав до турнірів 2-ї категорії в рамках Туру WTA 1992. Турнір відбувся вдев'яте і тривав з 5 жовтня до 11 жовтня 1992 року. Перша сіяна Штеффі Граф здобула титул в одиночному розряді, свій шостий на цих змаганнях, й отримала 70 тис. доларів США.

## Фінальна частина

### Одиночний розряд
Штеффі Граф —  Мартіна Навратілова 2–6, 7–5, 7–5
- Для Граф це був 6-й титул в одиночному розряді за сезон і 67-й — за кар'єру.

### Парний розряд
Гелена Сукова /  Наташа Звєрєва —  Мартіна Навратілова /  Пем Шрайвер 7–6(7–5), 6–4